# 寄生调幅
寄生调幅是指调频波通过RLC回路产生调幅波的现象。

## 原理
宽频带调频波中包含不同频率的信号分量（频率连续分布）。当通过RLC回路时，RLC回路对不同频率分量显现出不同的输出阻抗，从而导致输出信号幅度变化，成为调幅波形式。

## 寄生调幅度
{\displaystyle m={\cfrac {R_{max}-R_{min}}{R_{max}+R_{min}}}}
其中{\displaystyle R_{max}}为RLC回路对调频波中各频率显现出的最大阻抗值（模值），{\displaystyle R_{min}}为RLC回路对调频波中各频率显现出的最小阻抗值